# Pentziinae
Pentziinae es una subtribu perteneciente a la subfamilia Asteroideae de la familia Asteraceae.

## Descripción
Las especies de este grupo son en su mayoría arbustos (Cymbopappus , Marasmodes y Pentzia) o plantas anuales (Foveolina , Myxopappus , Oncosiphon y Rennera). Las hojas a lo largo del vástago están dispuestas de una manera alterna (raramente opuestas, solo en Pentzia y Rennera ). La lámina es completa o 1-2 - pinnatosecta. Las inflorescencias están compuestas de cabezas solitarias en corimbos lazos. La estructura de la cabeza es típico de la familia Asteraceae : un tallo de apoyo a una concha semiesférica / cilíndrica (raramente urceolada en Marasmodes ) compuesta de diferentes escalas (o brácteas ) en varias series (3-5) dispuestas de manera imbricada que sirven como protección para el receptáculo plano-convexo (sin lana) en el que se encuentran dos tipos de flores: las externas radiales, liguladas y femeninas (o estériles) y las internas del disco, tubulares y hermafroditas.  El color de la flor es de color blanco o púrpura. La parte basal de flores tubulares se hincha en algunas especies ( Oncosiphon ). Además, la corola de estas flores que normalmente en la parte apical tiene 5 lóbulos a veces puede ocurrir con un menor número de lóbulos. El fruto es un aquenio alargado (o obvoide) con 4-5 costillas longitudinales. En el pico puede haber una corona de 3-10 escalas. 

## Distribución y hábitat
Las especies de este grupo se distribuyen principalmente en el Hemisferio sur en África. 

## Géneros
La subtribu comprende 7 géneros y 49 especies:
- Cymbopappus B. Nord. (3 spp.)
- Foveolina Källersjö (5 spp.)
- Marasmodes DC. (4 spp.)
- Myxopappus Källersjö (2 spp.)
- Oncosiphon Källersjö (8 spp.)
- Pentzia Thunb. (23 spp.)
- Rennera Merxm. (4 spp.)